# Powell (jezioro)

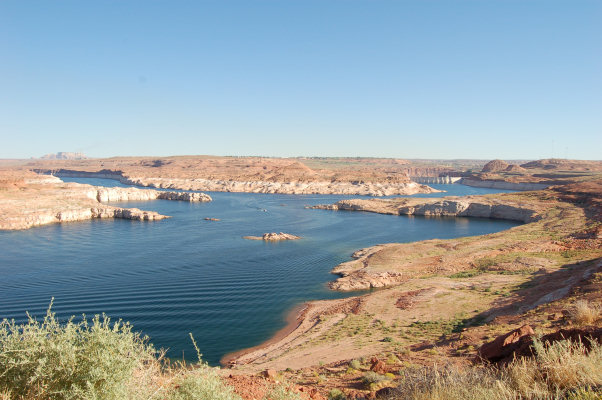
Południowo-zachodnia część jeziora

Powell (ang. Lake Powell) – sztuczny zbiornik wodny na rzece Kolorado, w USA. Znajduje się na pograniczu stanów Utah i Arizona. Nazwa jeziora pochodzi od nazwiska Johna Wesleya Powella, amerykańskiego geologa, podróżnika i odkrywcy.  Do jeziora Powella wpływają rzeki Kolorado, San Juan i Escalante. Po jeziorze Mead, także leżącym na Kolorado, jest drugim pod względem wielkości rezerwuarem wodnym w Stanach Zjednoczonych.

## Historia
Powstało na skutek spiętrzenia rzeki Kolorado w rezultacie budowy zapory Glen Canyon Dam, rozpoczętej w 1956 roku a ukończonej w 1963 roku. Projekt kontroli rzeki Kolorado powstał w 1922 roku, a intencją jego było zapobieżenie powodziom jakie miały miejsce na początku XX wieku. Napełnianie jeziora wodą ukończono w 1980 roku, czyli trwało ono siedemnaście lat.
Budowa zapory i utworzenie jeziora spotkały się z protestami ekologów, był to pierwszy przypadek sabotażu maszyn. Budowy nie popierali również antropolodzy, ponieważ woda pokryła rysunki naskalne stworzone przez Indian Anasazi. Elektrownia wodna zbudowana na spiętrzeniu jeziora dostarcza energii elektrycznej dla stanów Wyoming, Kolorado, Utah, Arizona i Nowy Meksyk.

## Dane
- Długość: 299 km
- Szerokość: 40 km
- Głębokość maksymalna: 170 m
- Powierzchnia: ok. 1627 km²
- Długość linii brzegowej: 3156 km (większa niż długość amerykańskiego wybrzeża Pacyfiku)
- Współrzędne geograficzne zapory Glen Canyon: 36°56′15″N 111°29′04″W/36,937500 -111,484444